# チェンナイ・エクスプレス 〜愛と勇気のヒーロー参上〜
『チェンナイ・エクスプレス 〜愛と勇気のヒーロー参上〜』（チェンナイ・エクスプレス〜あいとゆうきのヒーローさんじょう〜、Chennai Express）は、2013年に公開されたインドのアクションコメディ映画。ローヒト・シェッティが監督を務め、シャー・ルク・カーン、ディーピカー・パードゥコーン、ニキティン・ディール、サティヤラージが主要キャストとして出演している。各国で英語、フランス語、スペイン語、アラビア語、ドイツ語、ヘブライ語、オランダ語、トルコ語、マレー語字幕版が公開されている。主要撮影はメーブーブ・スタジオ、ウダカマンダラムを中心に行われ、2013年8月8日に海外市場で、翌9日にインドで公開された。興行収入42億3000万ルピーを記録するヒット作となり、『きっと、うまくいく』の記録を塗り替え、2013年当時のボリウッド映画歴代興行成績第1位となった。

## ストーリー
ムンバイで暮らすラーフルは幼少期に両親を事故で喪い、祖父母の元で成長した。祖父の100歳の誕生日を控えた日、ラーフルは友人のサリムとボビーに誘われゴア州に旅行に行くことにしたが、誕生日の前日に祖父が急死する。祖父の死後、ラーフルの祖母は「自分の死後、遺灰をガンジス川とラーメーシュワラムに撒いて欲しい」という遺言を伝え、ラーメーシュワラムに向かうように告げる。ラーフルはゴア州の川から遺灰を撒こうと考え、祖母を安心させるためチェンナイ・エクスプレスに乗り込み、途中のカリヤーン・ジャンクション駅で友人たちと合流しようとする。しかし、遺灰を列車内に置き忘れたことに気付いたラーフルは列車に戻り、その際に列車に乗り込もうとしていた男女を手助けしている間に列車を降りられなくなってしまう。乗車を手助けしたミーナはタミル・ナードゥ州コンバン村の実力者ドルゲーシュハラの娘であり、父の勢力拡大のため隣村のタンガバッリとの政略結婚を強要されていた。列車を降りたミーナは迎えに来たドルゲーシュハラに対し、「ラーフルと結婚するつもりだ」と嘘を伝え、ドルゲーシュハラは今後のことを決めるためラーフルを村に連れて行く。そこでタンガバッリと決闘することになったラーフルは、決闘の夜に逃げ出してサムシェール警部に匿ってもらうが、隠れ場所が密漁船だったため船はそのままスリランカに向かい、密猟者の一味と間違われて海洋警察に拘束される。
ラーフルは身元確認のためコンバン村に戻され、ドルゲーシュハラやタンガバッリの前に差し出される。ミーナを人質にしたラーフルは車に乗り込み、再び村を脱出する。途中で車が故障して2人は喧嘩別れするが、最終的に進退に困ったラーフルはミーナを頼り、2人は近隣のヴィダンバ村に向かい「駆け落ちした夫婦」を装い村人たちの庇護を受け、村での日々を通してミーナはラーフルに想いを寄せるようになる。タンガバッリたちに見付かった2人は村人たちの助けを借りて脱出に成功し、ラーフルはミーナと別れてラーメーシュワラムに向かおうとするが、ミーナはラーフルと同行することを選び、2人でラーメーシュワラムに向かう。遺灰の散布を終えたラーフルは、ミーナを連れてコンバン村に戻り、ドルゲーシュハラと対峙する。彼はドルゲーシュハラやタンガバッリにミーナを自由の身にするように説得し、その中で彼女に愛を告白する。決闘の末にタンガバッリを倒したラーフルは、ドルゲーシュハラやタンガバッリに勇気を認められ、ミーナは父の支配から解放され自由の身となり、ラーフルとの結婚を認められる。

## キャスト
※括弧内は日本語吹替（2017年7月29日、ファミリー劇場）
- ミーナ - ディーピカー・パードゥコーン[10]（三森すずこ[9]）
- ラーフル - シャー・ルク・カーン（諏訪部順一[9]）
- タンガバッリ - ニキティン・ディール[11]
- ドルゲーシュハラ - サティヤラージ[12]
- サムシェール警部 - ムケーシュ・ティワーリー（英語版）[13]
- ラーフルの祖母 - カミニ・コウシャル[14]
- ラーディカー - プヴィシャ・マノハラン
- ラーフルの祖父 - レーク・タンドン[14]
- サリム - マヌー・マリク
- ボビー - ラケーシュ・ククレティ[14]
- 僧侶 - モーハン・ラーマン（英語版）
- 密漁者 - ヨーギ・バーブ
- ドルゲーシュハラの部下 - ジャスペル（英語版）、ベサント・ラヴィ（英語版）
- 通行人 - キング・コング（英語版）
- トラック運転手 - ジミー・モーゼス（英語版）
- 村人 - デリー・ガネーシュ（英語版）
- 「1 2 3 4 Get on the Dance Floor」シーン登場 - プリヤーマニ（アイテム・ナンバー）[15][16][17][18][19][20]

## 製作

### 企画

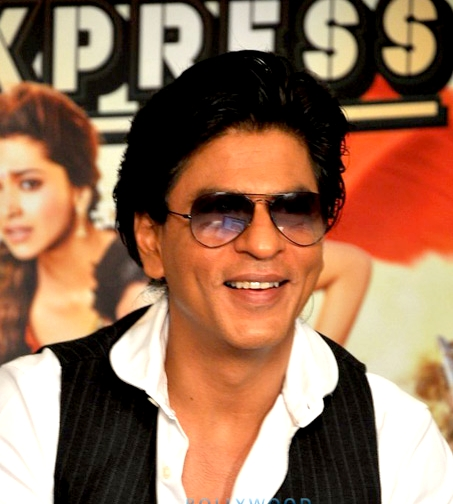
プロモーション活動中のシャー・ルク・カーン

当初、ローヒト・シェッティは1982年にグルザールが製作した『Angoor』のリメイクを製作するためにシャー・ルク・カーンの起用を計画していた。ローヒトは2011年に『Singham』が公開された後に新作映画『チェンナイ・エクスプレス 〜愛と勇気のヒーロー参上〜』の脚本執筆を開始したが、脚本は未完成のまま執筆が中断した。新作映画の脚本は、シャー・ルクのスケジュール確保が困難だったため、決定稿ではなく予備脚本として扱われた。しかし、脚本を読んだシャー・ルクが内容を気に入り出演契約を結んだため、進められていた『Angoor』のリメイク企画は延期された。ローヒトは新作映画の内容について「ロマンティックな側面を持つハードコアな商業映画です。そして、物語は主人公の男がムンバイからラーメーシュワラムに向かう旅の中で起きる騒動を描いています」と語っている。上映時間のうち68分間の映像にはリライアンス・メディアワークスが手掛けたCGIが使用されている。
シャー・ルクは新作映画の出演交渉を受けた最初の俳優であり、同時に最初に起用された俳優だった。ローヒトによると、シャー・ルクは新作映画のタイトルに反して南インドの人間は演じないだろうと語っている。ヒロイン役についてはカリーナ・カプール、アシン・トーットゥンカル、ディーピカー・パードゥコーンが候補として報じられた。シェッティは報道を否定し、2012年4月にキャストの起用は終了するとし、ヒロイン役はキャリアが確立されている女優が演じることになると語っている。同年10月にディーピカー・パードゥコーンがヒロイン役に起用され、シャー・ルクとの共演シーンが公表された。2人が共演するのは、ディーピカーのデビュー作『恋する輪廻 オーム・シャンティ・オーム』以来2度目となる。また、シャー・ルクの意向により、スタッフロールではディーピカーの名前がシャー・ルクよりも先にクレジットされた。
ディーピカーの父親役にはタミル語映画で活動するサティヤラージが起用され、彼にとってのヒンディー語映画デビュー作となった。2013年1月にプリヤーマニがアイテム・ナンバーに起用され、助演俳優にはデリー・ガネーシュやモーハン・ラーマンなどのタミル俳優が起用された。当初、新作映画のタイトルは「Ready Steady Po」だったが、南インドとの関りを強調するため「Chennai Express」に変更され、「Ready Steady Po」は映画のキャッチフレーズとして使用された。

### 撮影

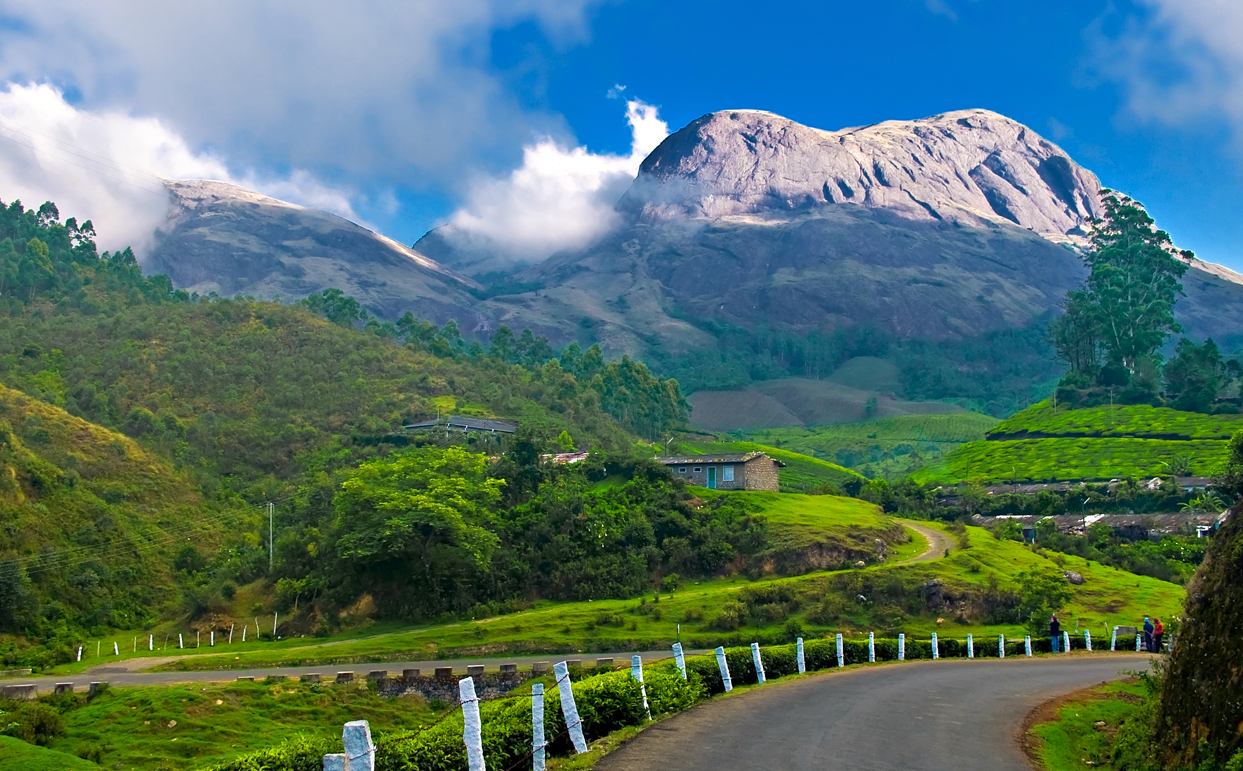
主要ロケ地となったムンナールヒル駅

2012年10月5日からムンバイのメーブーブ・スタジオで撮影が開始された。追加撮影は最小限のスタッフでチャトラパティ・シヴァージー・ターミナス駅で行われた。同月中旬にシャー・ルクのスクリーン・ショットが非公式公開され、11月からはゴア州での撮影が開始された。同地のヴァスコ・ダ・ガマ駅ではカリヤーン・ジャンクション駅のシーンが撮影され、同時にダッドサガル滝のロマンスシーンも撮影された。カリヤーン・ジャンクション駅でシャー・ルクがディーピカーの乗車を手助けするシーンは、シャー・ルク主演作『DDLJ 勇者は花嫁を奪う』のオマージュとなっている。12月にはジャカルタで撮影が行われている。
2013年1月からはウダカマンダラムで撮影が行われる予定だったが、「ムンバイから距離が離れ過ぎている」というシャー・ルクの判断で、美術監督ナレンドラ・ルハリカルによってワイのパンチガニ近郊にウダカマンダラムの撮影セットが作られ、建設に40日以上の日数と1500万ルピーの費用が投じられた。同地での撮影は1か月間行われた。4月からはケーララ州ムンナールで10日間のスケジュールでデヴィクラム、ミーサプリマラ、ワガヴァラ、カニマラで撮影が行われた。しかし、大雨のため撮影が中断され、同月末までスケジュールがずれ込んだ。同地では製作記者会見も開かれている。5月から北ゴア県で撮影が行われ、同月25日にディーピカーの撮影が終了した。同地での撮影終了後、シャー・ルクは残りのシーンを撮影するためハイデラバードに移動した。いくつかのシーンではタミル語での会話シーンが登場するが、文脈を維持するため字幕表記はされなかった。
レッド・チリーズ・エンターテインメントの下でゴウリー・カーン、カリム・モラニ、ロニー・スクリューワーラー、シッダールト・ロイ・カプールがプロデューサーとして参加し、UTVモーション・ピクチャーズが国際配給を担当している。

### サウンドトラック
映画音楽の作曲はアマル・モヒレ、歌曲の作曲はヴィシャール＝シェーカル、作詞はアミターブ・バッタチャーリヤとヨー・ヨー・ハニー・シンが手掛けている。2012年10月下旬にレコーディングが行われ、11月に「Ready Steady Po」のレコーディングが行われた。複数のメディアはローヒトとシャー・ルクが映画音楽に不満を抱き、別の曲を考えていると報じられた。しかし、作曲家たちは報道を否定している。
2013年4月上旬にS・P・バーラスブラマニアムが「Chennai Express」のレコーディングのため、15年ぶりにヒンディー語映画に参加した。彼の起用はヴィシャール＝シェーカルのアイディアであり、映画の内容を気に入ったバーラスブラマニアムは参加を承諾した。「1 2 3 4 Get on the Dance Floor」はフェット・ドゥ・ラ・ミュジックに合わせてリリースされた。6月27日に「Titli」、7月11日に「Kashmir Main Tu Kanyakumari」のプロモーション映像が公開された。同月19日にはT-Seriesの公式YouTubeチャンネルで「ルンギー・ダンス」が公開された。曲名はタミル俳優ラジニカーントに敬意を表して名付けられている。同月25日に「Tera Rasta Main Chhodoon Na」のプロモーション映像が公開された。アルバムは7月1日に発売されている。

## 公開

### マーケティング

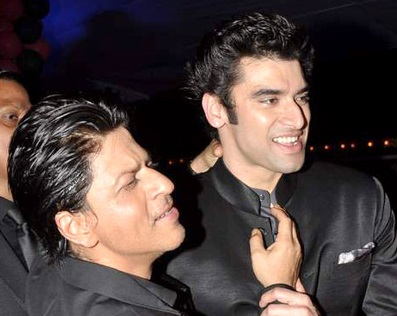
上映イベントに出席したシャー・ルク・カーンとニキティン・ディール

2013年1月1日に映画ポスターが公開され、5月23日にはバーラスブラマニアムが歌う31秒間のトラック・ティーザーが公開された。6月13日にムンバイで開催されたイベントで予告編が公開され、2日後にはYouTubeの再生回数が400万回を超えた。また、映画で使用されたシャー・ルクとディーピカーの衣装はオークション販売され、売り上げは全額慈善団体に寄付された。オークションは公開日に合わせて実施された。8月2日にスウェーデン企業シンボックスが開発したカラオケアプリがアンドロイド・iOSスマートフォン向けにリリースされた。
シャー・ルクは映画の宣伝のために『Comedy Nights with Kapil』『Taarak Mehta Ka Ooltah Chashmah』『Madhubala – Ek Ishq Ek Junoon』『Dance India Dance』『Jhalak Dikhhla Jaa』『Indian Idol Junior』などのテレビ番組に出演した。また、2013年のインドでは「Chennai Express」がGoogleで最も検索された話題に選ばれた。衛星放送の権利はジー・ネットワークが4億8000万ルピーで購入し、10月20日にテレビ放送された。

### 上映状況
2013年8月8日からインドに先行して海外市場での上映が始まり、インドではマルチプレックスで先行上映が行われた。『チェンナイ・エクスプレス 〜愛と勇気のヒーロー参上〜』は従来とは異なる海外市場での上映を視野に入れており、ペルーではインドと同日公開された最初のヒンディー語映画になった。この他にモロッコ、ドイツ、スイス、オーストリア、フランス、イスラエルで上映された。チケット価格は平均よりも高く、平日は通常価格の40%増、週末は20%増となっている。ただし、この料金設定は全てのマルチプレックスで適用されたわけではない。
インドでは2550館3550スクリーン、海外700スクリーン（北米196スクリーン、イギリス175スクリーン、中東55スクリーン、オーストラリア30スクリーン含む）で上映され、当時最も広範囲で上映されたヒンディー語映画となった。

## トラブル
『チェンナイ・エクスプレス 〜愛と勇気のヒーロー参上〜』は『ワンス・アポン・ア・タイム・イン・ムンバイ2』と共にパキスタンでの配給が中止された。これは配給業者がロリウッドの『Waar』『Main Hoon Shahid Afridi』『Ishq Khuda』『Josh』の上映を優先したためである。そのため、両作の公開日がそれぞれ8月15日、16日に延期された。また、ワイでの撮影中にサドーム・ダムの水を使い過ぎたため、干ばつに見舞われたサーターラー県からの反発を招き、マハーラーシュトラ州政府大臣パタングラオ・カダムも懸念を表明した。
TwitterとYouTubeで映画ポスターと予告編が公開された後、一部のタミル・メディアからタミル人のステレオタイプの描写やタミル語の台詞について批判を浴びた。また、ディーピカーのタミル語台詞のアクセントがタミル人のものではなかったという批判も起きた。彼女は批判に対し、撮影に参加したスタッフの多くは南インドの出身であり、映画に南インドを風刺する意図はないと反論している。
2013年7月31日にマハラシュトラ・ナヴニルマン・セーナーが『チェンナイ・エクスプレス 〜愛と勇気のヒーロー参上〜』の上映を妨害する旨の声明を発表した。これはミニシアターで同作を上映するために、配給会社がマラーティー語映画『Duniyadari』の上映中止を求めたという報道に対する報復だった。8月1日にマハラシュトラ・ナヴニルマン・セーナー党首ラージ・タークレーはローヒト・シェッティと『Duniyadari』監督サンジャイ・ジャーダヴと面会して解決策を模索するように求めた。話し合いの結果、『Duniyadari』のミニシアターでの上映が阻害されない限り、マハラシュトラ・ナヴニルマン・セーナーはマハーラーシュトラ州内での『チェンナイ・エクスプレス 〜愛と勇気のヒーロー参上〜』の上映に反対しないことを決定した。同作は最終的に10言語の吹替版が製作されている。

## 評価

### 興行収入
『チェンナイ・エクスプレス 〜愛と勇気のヒーロー参上〜』は興行収入39億6000万ルピーを記録した時点で、当時のボリウッド映画興行成績第1位となった。2015年時点では第11位にランクインしている。Box Office Indiaによると、同作は『きっと、うまくいく』の興行成績（39億2000万ルピー）を超えている。最終的な興行収入は42億3000万ルピーとなっている。

#### 国内興行収入
有料プレミア上映の興行収入は6750万ルピーを記録し、『きっと、うまくいく』の保持していた記録を塗り替えた。公開初日の興行収入は2億9250万ルピーを記録し、『タイガー 伝説のスパイ』に次ぐ2番目の興行成績となった。公開2日目に2億6430万ルピー、公開3日目に2億9210万ルピーの興行収入を記録し、累計興行収入は8億7080万ルピー（有料プレミア上映を含めた場合は9億3830万ルピー）となり、『若さは向こう見ず』が記録した前週の興行成績を超えた。海外市場も含めた累計興行収入は15億9000万ルピーとなった。公開第1月曜日の興行収入は1億2000万ルピーを超え、火曜日は1億1500万ルピーを記録し、シャー・ルク主演作品の最高興行成績を記録した。水曜日には1億2560万ルピーを記録しており、木曜日の興行収入は1億9000万ルピーを記録し、公開第1週の累計興行収入は14億6150万ルピーとなり、『タイガー 伝説のスパイ』の記録を超えた。公開7日目の海外興行収入を含めた累計興行収入は25億ルピーを記録し、公開第2週末の興行収入は2億3750万ルピーとなり、国内純利益は16億8000万ルピー、海外興行収入を含めた累計興行収入は31億4000万ルピーを記録した。公開第3週末には累計興行収入19億4000万ルピーを記録した。公開第3週の国内累計興行収入は20億750万ルピーとなり、公開第4週末には『きっと、うまくいく』の国内純利益記録を超えている。公開第4週の興行収入は5740万ルピーを記録し、累計興行収入は20億6000万ルピーとなった。公開第6週の興行収入は350万ルピーを記録し、最終的な国内累計興行収入は20億8250万ルピーとなった。

#### 海外興行収入
イギリスの有料プレミア上映では同国の公開初日を上回る興行成績を記録し、公開週末の海外興行収入は710万ドル（アメリカ合衆国：222万ドル、アラブ首長国連邦：773万ディルハム、イギリス：93万4118ユーロ含む）を記録した。これは当時のボリウッド映画の歴代公開週末海外興行収入成績を塗り替えるものだった。パキスタンでも成功を収め、公開週末の興行収入は1840万ルピーを記録した。同国では8月18日までに4000万ルピーの興行収入を記録し、同国におけるインド映画歴代興行成績を塗り替えた。公開9日目の累計興行収入は1000万ドルを記録し、公開第2週末までに1400万ドルの累計興行収入を記録した。公開第3週末の累計興行収入は1600万ドル、公開第4週末には1685万ドルを記録した。公開第5週末までに海外市場の累計興行収入は1725万ドルを記録し、公開第6週末には1740万ドルを記録した。

#### 興行記録
| 記録                       | 数字                                                            | 以前の記録                                            | 出典            |
| -------------------------- | --------------------------------------------------------------- | ----------------------------------------------------- | --------------- |
| スクリーン数               | 3700スクリーン                                                  | 『ダバング2』（2012年、3450スクリーン）               | [ 138 ]         |
| 有料プレミア上映           | 6750万ルピー                                                    | 『きっと、うまくいく』（2009年、2750万ルピー）        | [ 93 ] [ 139 ]  |
| 公開2日目                  | 2億6430万ルピー                                                 | 『ラ・ワン』（2011年、2億2900万ルピー）               | [ 140 ]         |
| 公開3日目                  | 2億9210万ルピー                                                 | 『若さは向こう見ず』（2013年、2億2440万ルピー）       | [ 76 ]          |
| 公開週末                   | 8億7000万ルピー （有料プレミア上映を含めると9億2000万ルピー）   | 『若さは向こう見ず』（2013年、6億3000万ルピー）       | [ 98 ]          |
| 公開第1週                  | 13億9000万ルピー （有料プレミア上映を含めると14億6150万ルピー） | 『タイガー 伝説のスパイ』（2012年、12億8000万ルピー） | [ 109 ]         |
| 公開週末（国内外合計）     | 15億9000万ルピー                                                | 『若さは向こう見ず』（2013年、10億7000万ルピー）      | [ 101 ]         |
| 公開週末（アメリカ合衆国） | 222万497ドル                                                    | 『マイネーム・イズ・ハーン』（2010年、194万4027ドル） | [ 125 ] [ 126 ] |
| 公開週末（海外市場）       | 710万ドル                                                       | 『マイネーム・イズ・ハーン』（2010年、530万ドル）     | [ 141 ]         |
| 国内純利益（娯楽税を除く） | 20億8250万ルピー                                                | 『きっと、うまくいく』（2009年、20億2000万ルピー）    | [ 116 ] [ 121 ] |
| 配給業者利益（インド）     | 11億5000万ルピー                                                | 『タイガー 伝説のスパイ』（2012年、10億7000万ルピー） | [ 142 ]         |
| 最終興行収入（国内外合計） | 42億3000万ルピー                                                | 『きっと、うまくいく』（2009年、39億2000万ルピー）    | [ 7 ]           |

### 批評

#### インド

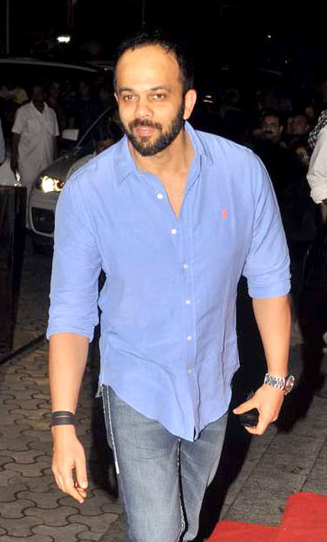
ローヒト・シェッティ

ボリウッド・ハンガマのタラン・アダルシュは4/5の星を与え、「ローヒト・シェッティの基本はシンプルです。つまり観客を楽しませるための力強いヒロイズム、面白い物語、ハイピッチなドラマ、場当たり的で激しい台詞、足を踏み鳴らすような音楽、重力を感じさせないアクション、魅力的なユーモア……そして勿論、可能な限り爆破される自動車。『チェンナイ・エクスプレス 〜愛と勇気のヒーロー参上〜』にはこの全てが含まれています」と批評している。フィルムフェアのラチット・グプタは4/5の星を与え、「この映画はユーモラスなセットと色鮮やかなロケ地と曲に飾られた映画である。あなたがドラマティックな要素や物語を多面的に批評するつもりがないのならば、映画を楽しむことができるでしょう」と批評している。デイリー・ニュース&アナライシスのサリタ・タンワルは3.5/5の星を与え、「これは全てのヒンディー語映画愛好家にとってのご馳走です。映画にはあなたが大商業マサラ映画に望む全ての成分、つまり大スター俳優、ドラマ、アクション、コメディ、歌曲、カーチェイス、大団円がローヒト・シェッティの申し分のないスタイルで描かれています。全体的に、これはバブルガム・ブロックバスター映画です」と批評している。ザ・タイムズ・オブ・インディアのミーナ・アイヤールは3.5/5の星を与えている。
ニューデリー・テレビジョンのサイバル・チャテルジーは3/5の星を与え、「SRK（シャー・ルク・カーン）とディーピカーの心からの熱意と気の利いたジョークがシェッティの目的を果たし、『チェンナイ・エクスプレス 〜愛と勇気のヒーロー参上〜』を完全なマサラ映画にしている」と批評している。ジー・ニュースは3/5の星を与え、映画の平凡さと「パンチ」のなさ、予測可能な脚本に目を瞑るなら、その人は『チェンナイ・エクスプレス 〜愛と勇気のヒーロー参上〜』を楽しむことができると批評している。インディア・トゥデイは3/5の星を与え、インディア・テレビのアビシェーク・グプタは2.5/5の星を与え「刺激的でも挑戦的でもない」と批評している。
インディアン・エクスプレスのシューブラ・グプタは2.5/5の星を与え、ディーピカーの外見を賞賛したが、演技力については低い評価を与えた。Rediff.comのスカニヤ・ヴェルマは2.5/5の星を与え、「『チェンナイ・エクスプレス 〜愛と勇気のヒーロー参上〜』はいくつかの笑いを誘うが、それ以外の場面では滑稽なコメディから恐ろしいドラマに路線を変えている」と批評している。デカン・クロニクルのカリド・モハメドは2.5/5の星を与え、「チェンナイ・エクスプレスへの乗車は自己責任でお願いします」と述べている。CNNニュース18のラジーヴ・マサンドは2.5/5の星を与え、映画は「膨れ上がった虚栄のプロジェクト」であり、「主演俳優たちはもっと上手く役を演じることができただろう」と批評している。ダイニク・バースカルのマヤンク・シェーカルは1/5の星を与え、「チケットは購入しましたか?それでは、着席して苦痛を味わってください」と述べている。

#### 海外
ニューヨーク・タイムズのレイチェル・サルツは「『チェンナイ・エクスプレス 〜愛と勇気のヒーロー参上〜』は厳選したワインと美味しい前菜のある豪華な食事のように感じられるが、メインコースは失敗だった」と批評している。エミレーツ24/7のスニーハー・メイ・フランシスは、ディーピカーの演技の方がシャー・ルクよりも優れていると批評している。バラエティ誌のロニー・シャイブは「シャー・ルク・カーンとディーピカー・パードゥコーンは、このロマンス/コメディ/アクションには不釣り合いだった」と批評している 。スペシャル・ブロードキャスティング・サービスのサイモン・フォスターは2/5の星を与えている。

### 受賞・ノミネート
| 映画賞                                                 | 部門                                       | 対象                                                | 結果       | 出典                    |            |
| 好意的な賞                                             | 好意的な賞                                 | 好意的な賞                                          | 好意的な賞 | 好意的な賞              | 好意的な賞 |
| ------------------------------------------------------ | ------------------------------------------ | --------------------------------------------------- | ---------- | ----------------------- | ---------- |
| 第59回フィルムフェア賞                                 | ソニー・トレンドセッター・オブ・ザ・イヤー | チェンナイ・エクスプレス 〜愛と勇気のヒーロー参上〜 | 受賞       | [ 158 ]                 |            |
| 第59回フィルムフェア賞                                 | 作品賞                                     | チェンナイ・エクスプレス 〜愛と勇気のヒーロー参上〜 | ノミネート | [ 158 ]                 |            |
| 第59回フィルムフェア賞                                 | 監督賞                                     | ローヒト・シェッティ                                | ノミネート | [ 158 ]                 |            |
| 第59回フィルムフェア賞                                 | 主演男優賞                                 | シャー・ルク・カーン                                | ノミネート | [ 158 ]                 |            |
| 第59回フィルムフェア賞                                 | 主演女優賞                                 | ディーピカー・パードゥコーン                        | ノミネート | [ 158 ]                 |            |
| 第59回フィルムフェア賞                                 | 音楽監督賞                                 | ヴィシャール＝シェーカル                            | ノミネート | [ 158 ]                 |            |
| 第59回フィルムフェア賞                                 | 女性プレイバックシンガー賞                 | チンマイ・シュリーパーダ                            | ノミネート | [ 158 ]                 |            |
| 第15回国際インド映画アカデミー賞                       | 作品賞                                     | チェンナイ・エクスプレス 〜愛と勇気のヒーロー参上〜 | ノミネート | [ 159 ] [ 160 ]         |            |
| 第15回国際インド映画アカデミー賞                       | 監督賞                                     | ローヒト・シェッティ                                | ノミネート | [ 159 ] [ 160 ]         |            |
| 第15回国際インド映画アカデミー賞                       | 主演男優賞                                 | シャー・ルク・カーン                                | ノミネート | [ 159 ] [ 160 ]         |            |
| 第15回国際インド映画アカデミー賞                       | 主演女優賞                                 | ディーピカー・パードゥコーン                        | 受賞       | [ 159 ] [ 160 ]         |            |
| 第15回国際インド映画アカデミー賞                       | 録音賞                                     | ヴィノード・ヴェルマ                                | 受賞       | [ 159 ] [ 160 ]         |            |
| 第15回国際インド映画アカデミー賞                       | 音響賞                                     | アヌープ・デーヴ                                    | 受賞       | [ 159 ] [ 160 ]         |            |
| 製作者組合映画賞                                       | 作品賞                                     | チェンナイ・エクスプレス 〜愛と勇気のヒーロー参上〜 | ノミネート | [ 161 ] [ 162 ]         |            |
| 製作者組合映画賞                                       | 監督賞                                     | ローヒト・シェッティ                                | ノミネート | [ 161 ] [ 162 ]         |            |
| 製作者組合映画賞                                       | 主演女優賞                                 | ディーピカー・パードゥコーン                        | 受賞       | [ 161 ] [ 162 ]         |            |
| 製作者組合映画賞                                       | 音楽監督賞                                 | ヴィシャール＝シェーカル                            | ノミネート | [ 161 ] [ 162 ]         |            |
| 製作者組合映画賞                                       | 振付賞                                     | チンニ・プラカーシュ                                | ノミネート | [ 161 ] [ 162 ]         |            |
| 製作者組合映画賞                                       | 台詞賞                                     | サジード＝ファラード                                | ノミネート | [ 161 ] [ 162 ]         |            |
| 製作者組合映画賞                                       | エンターテイナー・オブ・ザ・イヤー         | シャー・ルク・カーン                                | 受賞       | [ 161 ] [ 162 ]         |            |
| 第20回スター・スクリーン・アワード                     | 主演男優賞                                 | シャー・ルク・カーン                                | ノミネート | [ 163 ]                 |            |
| 第20回スター・スクリーン・アワード                     | 主演女優賞                                 | ディーピカー・パードゥコーン                        | 受賞       | [ 163 ]                 |            |
| 第20回スター・スクリーン・アワード                     | 女性プレイバックシンガー賞                 | チンマイ・シュリーパーダ                            | ノミネート | [ 163 ]                 |            |
| 第20回スター・スクリーン・アワード                     | マーケット映画賞                           | チェンナイ・エクスプレス 〜愛と勇気のヒーロー参上〜 | 受賞       | [ 163 ]                 |            |
| 第20回スター・スクリーン・アワード                     | 主演男優賞                                 | シャー・ルク・カーン                                | 受賞       | [ 163 ]                 |            |
| 第20回スター・スクリーン・アワード                     | 主演女優賞                                 | ディーピカー・パードゥコーン                        | 受賞       | [ 163 ]                 |            |
| ジー・シネ・アワード                                   | 作品賞                                     | チェンナイ・エクスプレス 〜愛と勇気のヒーロー参上〜 | 受賞       | [ 163 ] [ 164 ] [ 165 ] |            |
| ジー・シネ・アワード                                   | 監督賞                                     | ローヒト・シェッティ                                | ノミネート | [ 163 ] [ 164 ] [ 165 ] |            |
| ジー・シネ・アワード                                   | 主演男優賞                                 | シャー・ルク・カーン                                | 受賞       | [ 163 ] [ 164 ] [ 165 ] |            |
| ジー・シネ・アワード                                   | 主演女優賞                                 | ディーピカー・パードゥコーン                        | 受賞       | [ 163 ] [ 164 ] [ 165 ] |            |
| ジー・シネ・アワード                                   | 音楽監督賞                                 | ヴィシャール＝シェーカル                            | ノミネート | [ 163 ] [ 164 ] [ 165 ] |            |
| ジー・シネ・アワード                                   | 女性プレイバックシンガー賞                 | チンマイ・シュリーパーダ                            | ノミネート | [ 163 ] [ 164 ] [ 165 ] |            |
| ジー・シネ・アワード                                   | 振付賞                                     | ラージュ・スンダラム                                | ノミネート | [ 163 ] [ 164 ] [ 165 ] |            |
| ジー・シネ・アワード                                   | 台詞賞                                     | サジード＝ファラード                                | ノミネート | [ 163 ] [ 164 ] [ 165 ] |            |
| ビッグ・スター・エンターテインメント・アワード         | 作品賞                                     | チェンナイ・エクスプレス 〜愛と勇気のヒーロー参上〜 | ノミネート | [ 166 ]                 |            |
| ビッグ・スター・エンターテインメント・アワード         | コメディ映画賞                             | チェンナイ・エクスプレス 〜愛と勇気のヒーロー参上〜 | 受賞       | [ 166 ]                 |            |
| ビッグ・スター・エンターテインメント・アワード         | コメディエンヌ賞                           | ディーピカー・パードゥコーン                        | 受賞       | [ 166 ]                 |            |
| ビッグ・スター・エンターテインメント・アワード         | 音楽賞                                     | ヴィシャール＝シェーカル                            | ノミネート | [ 166 ]                 |            |
| ビッグ・スター・エンターテインメント・アワード         | 歌曲賞                                     | 「ルンギー・ダンス」                                | ノミネート | [ 166 ]                 |            |
| ビッグ・スター・エンターテインメント・アワード         | 男性プレイバックシンガー賞                 | ヨー・ヨー・ハニー・シン                            | 受賞       | [ 166 ]                 |            |
| ビッグ・スター・エンターテインメント・アワード         | ジョディ・オブ・ザ・イヤー                 | シャー・ルク・カーン、ディーピカー・パードゥコーン  | 受賞       | [ 166 ]                 |            |
| ビッグ・スター・エンターテインメント・アワード         | エンターテイナー・オブ・ザ・イヤー         | シャー・ルク・カーン                                | 受賞       | [ 166 ]                 |            |
| ボリウッド・ハンガマ・サーファーズ・チョイス・アワード | 作品賞                                     | チェンナイ・エクスプレス 〜愛と勇気のヒーロー参上〜 | ノミネート | [ 167 ]                 |            |
| ボリウッド・ハンガマ・サーファーズ・チョイス・アワード | 主演男優賞                                 | シャー・ルク・カーン                                | ノミネート | [ 167 ]                 |            |
| ボリウッド・ハンガマ・サーファーズ・チョイス・アワード | 主演女優賞                                 | ディーピカー・パードゥコーン                        | ノミネート | [ 167 ]                 |            |
| ボリウッド・ハンガマ・サーファーズ・チョイス・アワード | マーケット映画賞                           | チェンナイ・エクスプレス 〜愛と勇気のヒーロー参上〜 | ノミネート | [ 167 ]                 |            |
| ボリウッド・ハンガマ・サーファーズ・チョイス・アワード | 監督賞                                     | ローヒト・シェッティ                                | 次点       | [ 167 ]                 |            |
| 第6回ミルチ音楽賞                                      | 女性プレイバックシンガー賞                 | チンマイ・シュリーパーダ「Titli」                   | 受賞       | [ 168 ]                 |            |
| 第6回ミルチ音楽賞                                      | 録音賞                                     | シェーカル・ラヴジアーニー「Titli」                 | 受賞       | [ 168 ]                 |            |
| 否定的な賞                                             |                                            |                                                     |            |                         |            |
| ゴールデンケーラ賞                                     | 最低作品賞                                 | チェンナイ・エクスプレス 〜愛と勇気のヒーロー参上〜 | ノミネート | [ 169 ] [ 170 ]         |            |
| ゴールデンケーラ賞                                     | 最低主演女優賞                             | ディーピカー・パードゥコーン                        | ノミネート | [ 169 ] [ 170 ]         |            |
| ゴールデンケーラ賞                                     | 最低監督賞                                 | ローヒト・シェッティ                                | ノミネート | [ 169 ] [ 170 ]         |            |
| ゴールデンケーラ賞                                     | イリテイティング・ソング賞                 | 「ルンギー・ダンス」                                | ノミネート | [ 169 ] [ 170 ]         |            |
| ゴールデンケーラ賞                                     | 最低作詞賞                                 | 「1 2 3 4 Get on the Dance Floor」                  | ノミネート | [ 169 ] [ 170 ]         |            |

## ゲーム
2013年7月24日、UTVソフトウェア・コミュニケーションズからシャー・ルクとディーピカーをフィーチャーしたアンドロイド向けのプラットフォーム・ゲーム『Chennai Express: Escape from Rameshwaram』が発売された。